# Вихрев, Пётр Борисович
Пётр Борисович Вихрев (11 марта 1909 года — 16 ноября 1941 года) — участник Великой Отечественной войны, военный комиссар 6-й стрелковой роты 2-го стрелкового батальона 1075-го стрелкового полка 316-й стрелковой дивизии 16-й армии Западного фронта, политрук, Герой Советского Союза.

## Биография
Родился 11 марта 1909 года в селе Зайцевском (ныне Енбекшиказахский район Алматинской области Казахстана) в крестьянской семье. Русский.
Окончив школу, был на комсомольской и партийной работе. Работал в Алма-Ате заместителем директора обувной фабрики.
В Красной Армии с 1941 года. Участник Великой Отечественной войны с 1941 года. Член ВКП(б).
Военный комиссар 6-й стрелковой роты 2-го стрелкового батальона 1075-го стрелкового полка (316-я стрелковая дивизия, 16-я армия, Западный фронт) политрук Пётр Вихрев особо отличился в ходе битвы под Москвой. 14-15 октября 1941 года в районе села Болычево с ротой уничтожил до роты автоматчиков и 4 танка. 16 ноября 1941 года в районе деревни Петелино Волоколамского района Московской области отважный офицер-политработник с группой бойцов уничтожили до взвода вражеских автоматчиков и пять танков противника. Оставшись один, политрук Вихрев П. Б. сражался до последнего патрона, лично уничтожил 2 фашистских танка.
В представлении Петра Вихрева к званию Героя Советского Союза его подвиг описывался следующим образом:
…14 октября 1941 года в районе села Булычево политрук Вихрев со своей ротой отразил атаку немцев, уничтожив при этом до роты пехоты и один танк противника. Утром следующего дня немцы снова атаковали танками и пехотой позиции 6-й роты, но, потеряв три танка, вынуждены были отойти. В сложной обстановке, находясь в окружении, подразделение в течение двух суток вело бой с превосходящими силами врага до полного израсходования боеприпасов. Тогда под руководством политрука рота сумела прорвать вражеское кольцо и соединиться с полком.

16 ноября 6 ср. вела тяжелый бой у д. Петелино. Немцы постоянно атаковали. Вихрев в это время находился в одном из стрелковых подразделений, вдохновляя личным примером находившихся рядом с ним бойцов. Вместе с офицером было всего пятнадцать человек, которые уничтожили до взвода вражеских автоматчиков и пять танков. Затем, когда в живых остались двое - политрук и красноармеец, от метких бросков гранат загорелись еще два танка. Вскоре Вихреву пришлось вести смертельный бой уже в одиночку. Он отстреливался до тех пор, пока были патроны. Окружённый со всех сторон врагами, последнюю пулю, чтобы не оказаться в плену, приберег для себя…
Похоронен в деревне Жданово Волоколамского района Московской области.
Указом Президиума Верховного Совета СССР «О присвоении звания Героя Советского Союза начальствующему и рядовому составу Красной Армии» от 31 марта 1943 года за  «образцовое выполнение боевых заданий командования на фронте борьбы с немецкими захватчиками и проявленные при этом отвагу и геройство» удостоен посмертно звания Героя Советского Союза.

## Память
- В городе Алма-Ата с 1981 года названа улица в честь него[7].
- В селе Шелек есть школа, названная в честь него.